# Kieza
Welker Marçal Almeida (Vitória, 24 de setembro de 1986), mais conhecido como Kieza, é um futebolista brasileiro que atua como centroavante. Atualmente joga no Fluminense de Feira.

## Carreira

### Serra
Formado nas categorias de base do Serra, do Espírito Santo, Kieza foi promovido ao elenco principal no ano de 2007. Destaque no Campeonato Capixaba daquele ano, o atacante acabou sendo adquirido pela Desportiva Ferroviária em 2008.

### Desportiva Ferroviária
Pela Desportiva Ferroviária, Kieza foi o artilheiro da Copa Espírito Santo de 2008 (com 12 gols marcados) e sagrou-se campeão da competição, sendo esse seu primeiro título profissional. Com mais um destaque, o atacante foi contratado pelo Americano de Campos dos Goytacazes, do Rio de Janeiro.

### Americano
Na Copa do Brasil de 2009, marcou três gols no jogo contra o Santa Cruz realizado no Recife. O Americano venceu o Santa por 4–2, eliminando assim o Tricolor na competição. Já pela fase seguinte, Kieza marcou um gol na partida contra o Botafogo no Engenhão. O placar final foi de 2–1 para o time da casa, o que levou a decisão da vaga para os pênaltis, já que o Americano vencera o primeiro jogo pelo mesmo placar. O time de Campos venceu por 5–4 na disputa por pênaltis, eliminando o anfitrião da competição.
Pelo Campeonato Carioca, Kieza ajudou seu time a ser campeão do Torneio Moisés Mathias de Andrade após derrotar  a equipe do Mesquita por 1–0, em jogo realizado no Maracanã. Na ocasião, o atacante marcou o gol da vitória aos 44 minutos do segundo tempo. Com quatro gols, Kieza foi um dos artilheiros do time e chamou a atenção do Fluminense.

### Fluminense
O tricolor resolveu adquirir o jogador para ser mais uma peça de reposição. O técnico Carlos Alberto Parreira não vinha dando chances a Kieza no Campeonato Brasileiro, porém, com a chegada de Renato Gaúcho, o atacante teve uma chance e entrou no jogo contra o Atlético Mineiro, após Fred sair contundido, e marcou o gol do time na partida. Na partida seguinte, contra o Cruzeiro, Kieza marcou o gol de empate do Fluminense, fazendo o tricolor carioca escapar da derrota em pleno Maracanã. Com Fred ainda contundido, Kieza tornou-se titular do Flu e teve boas apresentações, chegando a ser em determinado momento artilheiro da equipe no Campeonato Brasileiro com cinco gols. O jogador, contudo, caiu de produção e perdeu seu espaço no time com a volta do principal goleador da equipe tricolor, sendo mais uma vez opção no banco de reservas.

### Cruzeiro
Kieza rescindiu seu contrato com o Fluminense no dia 13 de fevereiro de 2010, pois não estava nos planos do técnico Cuca para a temporada. Assim, em fevereiro, o atacante acertou seu contrato com o Cruzeiro. Para contratar Kieza, o Cruzeiro desembolsou nada menos que R$ 2 milhões, por 50% dos direitos econômicos (a outra metade pertenceu à empresa Ability). Foi, então, o 11º maior investimento da história do clube em um atleta.
Marcou seu primeiro gol com a camisa celeste no dia 14 de março, contra o América Mineiro, na vitória por 3–2 válida pelo Campeonato Mineiro.

### Ponte Preta
Ainda em 2010, o atacante disputou a Série B pela Ponte Preta. O jogador foi emprestado ao clube paulista até maio de 2011, mas acabou retornando ao Cruzeiro no fim do ano.

### Náutico
Sua primeira passagem pelo Náutico foi em 2011, o ano em que teve o maior sucesso em sua carreira. Chegou ao clube no início de 2011 e assinou contrato de um ano através de empréstimo pelo Cruzeiro. Terminou a temporada como ídolo da torcida, vice-campeão e artilheiro da Série B de 2011, com 21 gols. No total foram 27 gols, adicionando os cinco marcados no Campeonato Pernambucano e um na Copa do Brasil.
Após ter se destacado no Náutico na disputa Série B de 2011, no início de 2012 Kieza teve 50% dos direitos econômicos vendidos pelo Cruzeiro para um grupo de investidores. Os valores do negócio não foram revelados.
Com o fim do seu contrato, o clube alvirrubro procurou o renová-lo, novamente por empréstimo do Cruzeiro. Entretanto, esbarrou na recusa e no empenho do clube celeste em vender os 50% dos direitos federativos que detinha do jogador. O Náutico buscou alternativas e chegou a oferecer uma quantia em dinheiro e parte dos direitos federativos de uma grande promessa das suas divisões de base, o meia Marcos Vinícius, de 17 anos. Porém, o impasse continuou, já que a empresa Ability Sports Group do empresário Fred Souza, detentora dos outros 50% dos direitos do atleta, também tinha o interesse em vender sua parte e só liberaria o atleta após a opção de compra.
Sem dinheiro suficiente, o Náutico desistiu da negociação. Kieza, então, foi negociado com outro grupo empresarial e colocado no futebol árabe.

### Al-Shabab
No dia 26 de janeiro de 2012, Kieza acertou com o Al-Shabab, dos Emirados Árabes, num contrato de três anos e com opção de compra após o término. No total, marcou 12 gols pelo clube árabe.

### Retorno ao Náutico

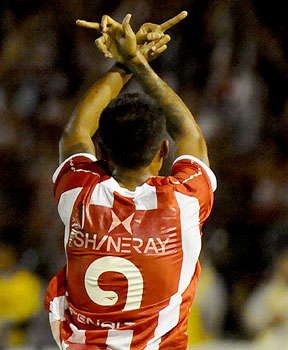
Kieza durante comemoração de gol na Copa Sul-Americana de 2013

Foi anunciado seu retorno no dia 16 de junho, e com contrato até 30 de junho de 2013. Voltou ao Náutico sendo o artilheiro do time com 13 gols no Campeonato Brasileiro. Seu último gol pelo Timbu no Campeonato Brasileiro foi no dia 4 de novembro, contra o Internacional, na vitória de 3–0. Após a última partida naquele Brasileiro, diante do Sport, ainda emocionado com a classificação para a Copa Sul-Americana e com o bom desempenho do Náutico durante o campeonato, Kieza declarou amor ao clube e disse que desejaria prosseguir sua carreira no Timbu.
Deixou a equipe alvirrubra no dia 28 de fevereiro de 2013, sendo contratado pelo Shanghai Shenxin, da China.

### Shanghai Shenxin
Em fevereiro de 2013, Kieza acertou um contrato de três anos com o clube chinês. Marcou dois gols contra o Dalian Aerbin, no dia 11 de maio, na vitória por 2–1 pela Superliga Chinesa.

### Bahia
Em julho de 2014, o jogador fez exames médicos e assinou contrato por uma temporada com o Bahia. Em 2015, renovou o contrato por mais um ano. No dia 3 de outubro, Kieza sofreu uma polêmica no Ba-Vi após ser expulso aos 46 minutos do primeiro tempo por ter ajeitado a bola no braço antes de concluir o gol. Após o término do primeiro tempo, Kieza deixou o campo nervoso e agrediu repórteres que tentavam entrevistá-lo. A torcida ficou revoltada e começou a atirar objetos contra o árbitro. O atacante foi julgado pelo STJD e suspenso por três jogos. Kieza retornou aos gramados no dia 7 de novembro, contra o Santa Cruz, em jogo realizado na Arena Fonte Nova. Chegou até a abrir o placar, mas o Bahia acabou perdendo de virada por 2–1.

### São Paulo
No dia 18 de janeiro de 2016, foi anunciado como novo jogador do São Paulo, assinando contrato válido por três temporadas.

### Vitória
Foi contratado pelo Vitória no dia 16 de março de 2016, fechando com o clube baiano por três temporadas. Na chegada a Salvador, foi recebido pela torcida com muita festa no aeroporto. Já no dia 18 de março, participou de uma cerimônia no Barradão lotado junto com o atacante Dagoberto e o zagueiro Victor Ramos. Sua estreia foi contra o Flamengo de Guanambi.

### Botafogo
Em 26 de janeiro de 2018, acertou por duas temporadas com o Botafogo. Marcou seu primeiro gol com a camisa alvinegra no dia 10 de fevereiro, contra o Flamengo, na derrota por 3–1 pela semifinal da Taça Guanabara. Terminou o ano com 10 gols marcados, sendo o artilheiro da equipe ao lado de Brenner.

### Fortaleza
Em decorrência da contratação de Diego Souza e da concorrência no setor de ataque, no dia 23 de abril de 2019 o Botafogo cedeu Kieza por empréstimo ao Fortaleza até o final da temporada.

### Terceira passagem pelo Náutico
Após quase sete anos, teve o seu retorno anunciado pelo Náutico no dia 7 de janeiro de 2020. O atacante acertou sua terceira passagem pelo clube pernambucano.
Em 2021, Kieza foi artilheiro do Campeonato Pernambucano com 10 gols, sendo um deles no segundo jogo da final contra o Sport, tendo também convertido a última cobrança na decisão por pênaltis, que terminou com o placar de 5–3 e garantiu o 23º título estadual do Náutico. Além da artilharia, Kieza foi selecionado para a seleção do torneio e escolhido como o craque da competição.

### Pelotas
O atacante chegou ao Pelotas no dia 29 de maio de 2024, sendo contratado como principal nome da equipe na disputa da Divisão de Acesso do Campeonato Gaúcho. Kieza entrou em campo em apenas duas ocasiões, e após faltar em alguns treinamentos, foi afastado do elenco e não atuou mais pelo Lobo.

## Títulos
Desportiva Capixaba
- Copa Espírito Santo: 2008

Americano
- Torneio Moisés Mathias de Andrade: 2009

Náutico
- Copa Pernambuco: 2011
- Campeonato Pernambucano: 2021 e 2022

Bahia
- Campeonato Baiano: 2015

Vitória
- Campeonato Baiano: 2016 e 2017

Botafogo
- Campeonato Carioca: 2018

Rio Branco-ES
- Campeonato Capixaba: 2024

### Prêmios individuais
- Craque do Campeonato Baiano: 2015
- Seleção do Campeonato Baiano: 2015
- Seleção da Copa do Nordeste: 2015
- Seleção do Campeonato Pernambucano: 2021
- Craque do Campeonato Pernambucano: 2021

### Artilharias
- Campeonato Brasileiro - Série B: 2011 (21 gols)
- Campeonato Baiano: 2015 (8 gols)
- Campeonato Pernambucano: 2021 (10 gols)